# ハインリヒ・レフラー
ハインリヒ・レフラー（Heinrich Lefler,1863年11月7日 - 1919年3月14日）はオーストリアの画家、舞台芸術家、イラストレーターである。

## 略歴
ウィーンで画家のフランツ・レフラー(Franz Lefler: 1831-1898)の息子に生まれた
。1880年から1884年の間、ウィーン美術アカデミーでクリスティアン・グリーペンケールに学び、1884年からミュンヘン美術院でニコラオス・ギジスやヴィルヘルム・フォン・ディーツに学んだ。1891年にオーストリア美術家協会キュンストラーハウス(Gesellschaft bildender Künstler Österreichs,Künstlerhaus)のメンバーとなり、1900年に美術家集団「ハーゲンブンド(Hagenbund)」の創立メンバーとなった。
1900年から1903年までウィーン帝立・王立宮廷歌劇場の主任舞台芸術家を務めた後、1903年から1910年までウィーン美術アカデミーの教授に任じられた。この時、短期間、リヒャルト・ゲルストルを教え、アントン・コーリグも教えている。
アカデミーの教授をしながら同時にウィーンのブルク劇場(Wiener Burgtheater)の舞台芸術監督を務め、1902年にはニューヨークのメトロポリタン・オペラで公演されたワグナーのオペラの舞台セットも制作して、アメリカに送った。ヨーゼフ・ウルバン(Joseph Urban:1872-1933)とコンビで制作した舞台美術は高い評価を得た。1903年にオペラ歌手のミーナ・ヴィースミューラー(Mina Wiesmüller)と結婚した。ヨーゼフ・ウルバンはレフラーの妹と結婚した。
商業美術の分野で積極的に活動した画家で、ヨーゼフ・ウルバンと共に、書籍の挿絵やデザイン、ポスターの制作をし、オーストリアにおけるアール・ヌーボーのイラストレーターとして重要な人物になった。邸宅やホテルの装飾画も描いた。

## 作品

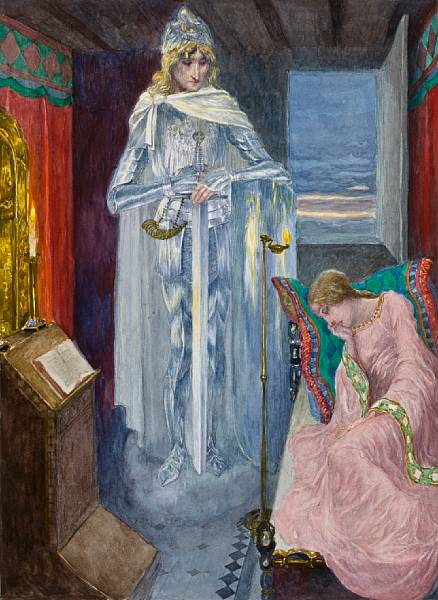
「ローエングリン」3幕、水彩
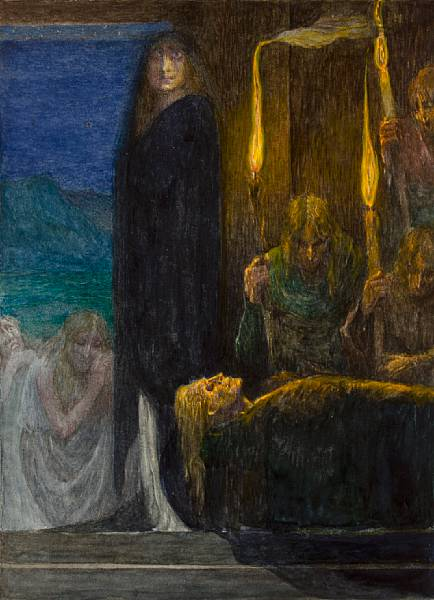
「神々の黄昏 (楽劇)」3幕、水彩
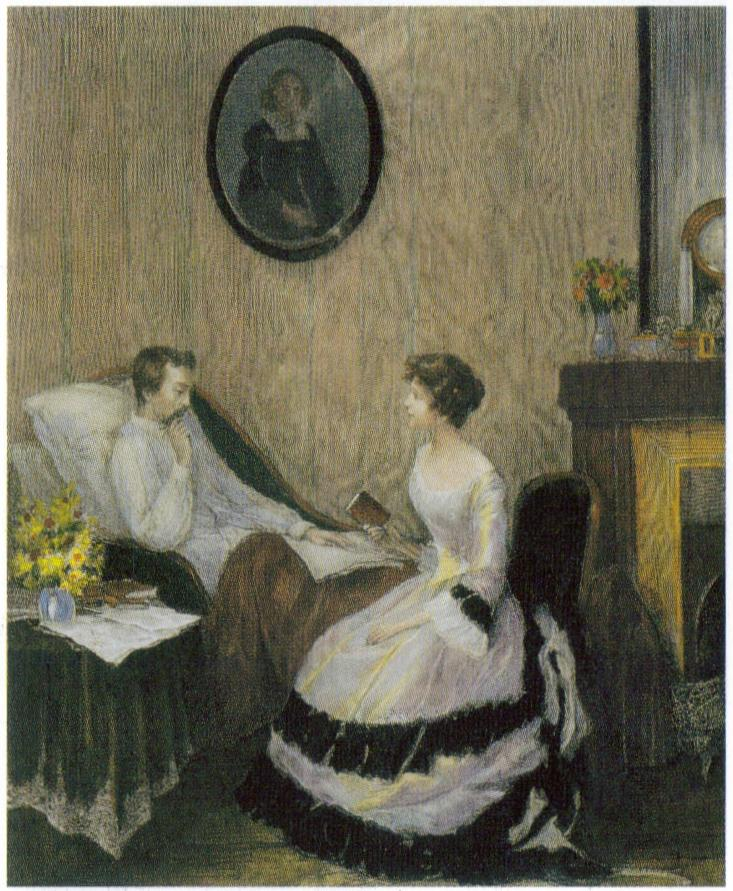
ハイネとエリーゼ・クリニッツ、版画
第一次世界大戦中のポスター